# 小布施力史
小布施 力史（おぶせ ちかし）は、日本の分子生物学者。大阪大学大学院理学研究科生物科学専攻教授。

## 主な略歴
- 1989年3月 東京理科大学理工学部応用生物科学科卒業[1]
- 1995年3月 名古屋大学大学院理学研究科博士課程修了
- 1995年4月 奈良先端科学技術大学院大学バイオサイエンス研究科助手（ - 2003年6月）
- 2003年7月 京都大学大学院生命科学研究科助教授（ - 2006年3月）
- 2006年4月 北海道大学大学院先端生命科学研究院教授[2]（ - 2017年3月）
- 2017年4月 大阪大学大学院理学研究科生物科学専攻教授（現職）

## 主な所属学会
- 日本分子生物学会
- エピジェネティック研究会など

## 著書
- 【総説】染色体を構築する複合体のプロテオミクス解析 -明日を拓く新次元プロテオミクス- 秀潤社、2009。
- 【総説】ヘテロクロマチン結合因子とその機能 細胞核-遺伝情報制御と疾患- 羊土社、2009。
- 【総説】ブリンキン-紡錘体形成チェックポイントと微小管結合に必須なキネトコア蛋白質、染色体サイクル-（ゲノムの恒常性維持,継承とダイナミクス) (染色体の分配とM期制御) 共立出版、2009。
- 分子生物学（第2版）東京化学同人、2009年。
- 【総説】ヒトHP1結合タンパク質のプロテオーム解析からみえてきたHP1の新機能 - HP1はPOGZと協調してAurora B キナーゼの活性化に寄与する - 羊土社、2010。
- 【総説】ヒトHP1結合タンパク質POGZは分裂前期のAurora Bキナーゼの染色体腕部での活性化に寄与する 秀潤社、2010。
- 【総説】ヘテロクロマチンタンパク質による Aurora B キナーゼ複合体の局在と活性化のメカニズム 生化学公益社団法人日本生化学会、2012年。
- 【総説】バー小体の正体 - SMCHD1-HBiX1複合体によるヒト不活性化X染色体の凝縮 羊土社、2013。
- 次世シーケンサーを用いた網羅的エピジェネティクス解析：ChIP-seq法など シーエムシー出版、2014年。など